# Bloody Roots
A Bloody Roots Schmiedl Tamás gitáros/énekes, a Moby Dick együttes frontemberének projektje, amelyben különböző társszerzőkkel írt dalait számtalan vendégzenésszel kiegészülve rögzítették lemezre. A projekt ötlete 2008-ban született, és 2010-re készült el az Isten kezében című album 13 dallal, amely a Hammer Records gondozásában jelent meg. A lemez stílusan alapvetően thrash metal, de a közreműködők minden dalnál befolyásolták a végeredményt, egyéni ízt adva az egyes számoknak.
A lemezfelvétel alapcsapata Schmiedl Tamás mellett Schmiedl Balázs (Amadea) és Vörös Attila (Nevermore, Remembering the Steel) szólógitárosok, Szuna Péter (K3) basszusgitáros és Ziskó Olivér (Sear Bliss) dobos voltak. A koncertképes felállásban a két Schmiedl mellett Horváth Tamás (Cavum) basszusgitáros és Tarcsai Ádám dobos szerepelnek. Tarcsait később Budai Béla váltotta.

## Közreműködők
Dalszerzők, szövegírók
- Schmiedl Tamás (Moby Dick)
- Farkas Zotya (Ektomorf)
- Füleki Sándor (Wall of Sleep)
- Ficzek András (Dalriada)
- Körmöczi Péter (Cadaveres)
- Kemencei Balázs (Wall Of Sleep, Stonedirt)
- Vörös Attila (Remembering the Steel)
- Egri-Kiss Dávid (Fuge)
- Sill Attila (Eye Beyond Sight)
- Ványi Szilárd (ex-Cavum)

További vendégzenészek
- Kállai János (K3)
- Szíjártó Zsolt (Akela, After Rain)
- Hommonai Gergely (Ektomorf, Cadaveres)
- Horváth Tamás (ex-Cavum, Desertplane)
- Tarcsai Ádám (ex-Hayseed)
- Budai Béla (ex- Leander Rising, Moby Dick)

## Külső hivatkozások
http://www.bloodyroots.hu